# Oreoleuciscus angusticephalus
Oreoleuciscus angusticephalus és una espècie de peix cipriniforme de la família dels ciprínids.

## Morfologia
- Els mascles poden assolir 23,8 cm de longitud total.[4]

## Reproducció
Té lloc entre maig i juny.

## Alimentació
Els exemplars immadurs mengen plàncton i els adults peix.

## Hàbitat
És un peix d'aigua dolça i de clima temperat.

## Distribució geogràfica
Es troba a Àsia: és una espècie de peix endèmica de Mongòlia.